# 宗一郎
宗一郎（そういちろう），日本的漫画家、插畫家。

## 主要作品

### 連載
- 海貓悲鳴時 episode4 - Alliance of the golden witch （『GANGAN ONLINE』、SQUARE ENIX）
- ROSE GUNS DAYS Season1（『月刊GANGAN JOKER』、SQUARE ENIX）
- 電波少女與錢仙大人！番外篇 信樂大叔！（愚愚れ! 信楽さん -繰繰れ! コックリさん 信楽おじさんスピンオフ-）全4卷（『月刊GANGAN JOKER』、SQUARE ENIX）

### 漫畫選集
- （『暮蟬鳴泣時 語咄篇 Comic Anthology EX.第二集』、SQUARE ENIX）
- （『暮蟬鳴泣時 語咄篇 Comic Anthology EX.第三集』、SQUARE ENIX）
- （『暮蟬鳴泣時 語咄篇 Comic Anthology EX.第五集』、SQUARE ENIX）
- （『暮蟬鳴泣時 語咄篇 Comic Anthology EX.第六集』、SQUARE ENIX）

### 插繪
- （砂上城、『暮蟬鳴泣時 語咄篇2』、SQUARE ENIX）
- （きょー、『暮蟬鳴泣時 語咄篇3』、SQUARE ENIX）
- （ふみ銀、『GANGAN ONLINE』、SQUARE ENIX）

### 插圖
- （GANGAN ONLINE 2008年11月20日）
- （GANGAN ONLINE 2011年2月10日）